# Ranunculus miliarakesii
Ranunculus miliarakesii är en ranunkelväxtart som beskrevs av Halácsy. Ranunculus miliarakesii ingår i släktet ranunkler, och familjen ranunkelväxter. Inga underarter finns listade i Catalogue of Life.